# Alexandre Frédéric Cogez
Alexandre Frédéric Cogez est un sculpteur sur bois né à Paris le 5 septembre 1837 et mort à Saint-Mandé le 4 février 1896.

## Biographie
Alexandre Frédéric Cogez est né à Paris. Il a remporté une mention honorable en 1882 avec un bas-relief intitulé 
la Terre, et a exposé au Salon de 1887 un Jugement de Pâris. Il est mort en 1896. Il faisait partie de la Société des Artistes français.